# Zmijiw
Zmijiw (ukr. Зміїв) – miasto na Ukrainie w obwodzie charkowskim w rejonie czuhujewskim.
Stacja kolejowa.

## Historia
Miasto od 1797, ujezd zmijewski guberni charkowskiej. Od 1976 do 1990 roku miasto nosiło nazwę Gotwald.

## Demografia
W 1971 miasto liczyło 16,6 tys. mieszkańców, w 1989 liczyłо 20 031 mieszkańców, w 2013 liczyło 15 211 mieszkańców, a po pięciu latach liczyło 14 588 mieszkańców.